# Icewind Dale
Icewind Dale est un jeu vidéo de rôle développé par Black Isle Studios et publié par Interplay en juin 2000 en Amérique du Nord et en juillet 2000 en Europe. Il se déroule dans l'univers de fiction médiéval-fantastique des Royaumes oubliés, un décor de campagne du jeu de rôle Donjons et Dragons. Le scénario du jeu se déroule dans le nord du sous-continent de Féérune, dans la région du Valbise, près des montagnes de l’Épine dorsale du monde. Son système de jeu est fondé sur la deuxième édition de l'AD&D, le joueur contrôlant un groupe pouvant accueillir jusqu'à six personnages. Il utilise le moteur de jeu Infinity Engine créé par BioWare pour le jeu Baldur’s Gate et également utilisé pour Planescape: Torment.
En 2001, le jeu bénéficie d'une extension, baptisée Heart of Winter et développée par Black Isle Studios, puis d’un patch distribué gratuitement baptisé Trials of the Luremaster. Le jeu a également connu une suite, Icewind Dale II, développée par Black Isle Studios et publiée par Interplay en 2002.

## Trame

### Univers
Icewind Dale prend place dans l'univers de fiction médiéval-fantastique des Royaumes oubliés, un décor de campagne du jeu de rôle Donjons et Dragons. Dans ces royaumes, les humains cohabitent avec toutes sortes de créatures fantastiques et la magie tient une place importante. L'histoire se déroule dans le nord du sous-continent de Féérune, dans la région du Valbise (Icewind Dale en anglais) non loin d'une chaîne de montagnes appelée l'Épine dorsale du monde. Les personnages voyagent à travers cette région, explorant les nombreux endroits tels que des villages, une vallée fantôme, un volcan envahi par des monstres, les vestiges d'une forteresse elfique abandonnée, d'anciennes cavernes naines. L'histoire principale envoie les personnages enquêter sur un mal mystérieux menaçant le petit village de Havredest.

### Scénario
Le jeu débute à Havredest, alors que les personnages sont invités par le maire à enquêter dans le village de Kuldahar où se déroulent d’étranges événements. À Kuldahar, le druide Arundel leurs apprend qu’une force démoniaque inconnue est en train de faire dépérir l’arbre géant protégeant la cité. Il envoie d’abord le groupe enquêter dans les cryptes de Kuldahar avant de leur demander de se rendre dans un temple où se trouverait une gemme pouvant l’aider à identifier la source démoniaque. En arrivant au temple, le groupe découvre que celui-ci a été attaqué et la gemme volée, les assaillants s’étant réfugiés dans les cavernes de l’œil du dragon. Dans ces cavernes, le groupe retrouve la créature ayant volé la gemme. Après l’avoir tuée, le groupe retourne au village de Kuldahar, qui subit une nouvelle attaque. Ils découvrent alors qu’Arundel est mourant et qu’un métamorphe a pris sa place. Ils retrouvent ensuite le vrai Arundel qui leur demande d’apporter la gemme à Larrel, à la forteresse de la Main Brisée, qui est le seul à pouvoir s’en servir. Après l’avoir aidé à se libérer d’une malédiction, Larrel utilise la gemme et découvre que la source démoniaque se trouve dans la cité des nains de Profondorn. Après avoir exploré la cité, le groupe est confronté à Frère Poquelin qui leur révèle avoir été exilé d’une autre dimension et être en train de lever une armée démoniaque pour conquérir Icewind Dale. Après un affrontement avec Poquelin, le groupe retourne à Havredest, qui est maintenant en ruines, avant de se rendre dans le repaire de Poquelin dans le temple de Havredest. Ils découvrent alors que le véritable plan du démon est de rouvrir la pierre de Jerrod (un portail menant vers le monde de Baator) afin de disposer d'une armée de démons pour conquérir le Nord. Bien qu'il ait repris sa forme démoniaque, le groupe parvient à vaincre Poquelin, avant de retourner à Havredest.

## Système de jeu
Icewind Dale est un jeu de rôle fondé sur la deuxième édition de Donjons et Dragons. Il utilise l'Infinity Engine développé par BioWare, le même moteur de jeu que Baldur's Gate, dont il reprend de nombreux éléments de gameplay. Il se distingue néanmoins de ce dernier par sa linéarité et par son orientation plus porté sur les combats que sur les éléments de roleplay. Comme dans Baldur's Gate, le joueur contrôle un groupe pouvant accueillir jusqu'à six personnages, incluant le héros. Ces personnages sont en revanche créés par le joueur. Il ne peut donc pas en recruter au cours de l'aventure.

## Extension et versions

### Heart of Winter
Le jeu a bénéficié d'une extension, baptisée Heart of Winter, également développée par Black Isle Studios et publiée par Interplay le 21 février 2001 en Amérique du Nord et le 22 mars 2001 en Europe. Celle-ci permet aux joueurs de faire évoluer leurs personnages jusqu'au niveau 30. Son scénario est indépendant de la trame principale ; on peut donc accéder à cette partie de l'histoire à n'importe quel moment depuis Kuldahar (plus précisément dans la maison fermée avant l'installation de l'extension) pourvu que votre groupe compte au moins un personnage de niveau 9. Les personnages ne peuvent pas retourner à Kuldahar au début de cette nouvelle aventure ; par la suite, ils pourront le faire à tout moment.

### Trials of the Luremaster
À la suite de nombreuses critiques sur la durée de vie de Icewind Dale: Heart of Winter, Black Isle Studios a créé un add-on, sous forme de patch disponible gratuitement pour rallonger la durée de jeu, introduisant de nouveaux personnages, quelques améliorations au niveau du gameplay, ainsi que des quêtes supplémentaires,,.

### Versions
Icewind Dale et Heart of Winter ont été republiés en 2002 dans deux compilations baptisées Icewind Dale: The Collection et Icewind Dale: Complete. La même année, le jeu et son extension sont également inclus, avec Baldur's Gate et Planescape: Torment, dans la compilation  Black Isle Compilation. Une édition collector incluant Icewind Dale II, appelée Icewind Dale: The Ultimate Collection, a été publié en 2003. Les quatre jeux sont à nouveau inclus dans les compilations Black Isle Compilation - Part Two en 2004, Ultimate Dungeons & Dragons en 2006 et Atari's Rollenspiele: Deluxe Edition en 2007.
Le jeu et son extension sont également distribués par Internet, via le site  GOG.com, depuis le 6 octobre 2010.

### Enhanced edition
Après avoir été annoncée le 30 août 2014, une version améliorée de Icewind Dale est publié par Beamdog  le 30 octobre 2014 sur Windows, Mac OS X, Linux et Android via les plateformes de téléchargement GOG.com et Steam ainsi que sur le site officiel de Beamdog,.

## Accueil

### Icewind Dale
| Icewind Dale          |      |       |
| Média                 | Pays | Notes |
| AllGame               | US   | 4.5/5 |
| Game Revolution       | US   | B+    |
| Gamekult              | FR   | 6/10  |
| GameSpot              | US   | 86 %  |
| Gen4                  | FR   | 3/6   |
| IGN                   | US   | 88 %  |
| Jeuxvideo.com         | FR   | 18/20 |
| Joystick              | FR   | 78 %  |
| Compilations de notes |      |       |
| Metacritic            | US   | 87 %  |
| GameRankings          | US   | 86 %  |

### Heart of Winter
| Heart of Winter       |      |       |
| Média                 | Pays | Notes |
| Gamekult              | FR   | 5/10  |
| GameSpot              | US   | 57 %  |
| IGN                   | US   | 86 %  |
| Jeuxvideo.com         | FR   | 14/20 |
| Compilations de notes |      |       |
| Metacritic            | US   | 74 %  |
| GameRankings          | US   | 75 %  |